# Die Schönheit jener fernen Stadt
Die Schönheit jener fernen Stadt (Originaltitel: A Scientific Romance) ist ein dystopischer Science-Fiction-Roman des kanadischen Historikers und Schriftstellers Ronald Wright aus dem Jahr 1997 und eine Fortsetzung von Die Zeitmaschine von H. G. Wells.
Zentrale Elemente des Romans ist der Untergang der Zivilisation, der Klimawandel, sowie die Auswirkungen von BSE bzw. der Creutzfeldt-Jakob-Krankheit sowohl auf das persönliche Umfeld des Protagonisten als auch auf die Zivilisation als Ganze. Der Roman schildert in Form von posthumen flaschenpostartigen Briefen des Protagonisten David Lambert an seine beiden von ihm entfremdeten Jugendfreunde Bird und Anita, wie Lambert im London in den Monaten vor dem Jahrtausendwechsel in Besitz der Wells’schen Zeitmaschine gelangt, sowie seine als Mischung von Odyssee und Robinsonade geratene Reise durch ein postapokalyptisches tropisches Großbritannien des Jahres 2500. Der Roman war ein Bestseller in Kanada und wurde von der englischsprachigen Kritik überwiegend positiv aufgenommen; er gewann 1998 den britischen David Higham Prize for Fiction. Im deutschsprachigen Raum erschien er übersetzt von Lutz-Werner Wolff 1998 weitgehend unbeachtet, Rezensionen späterer Neuauflagen fielen dabei durchwachsen aus. Während er teilweise als „literarisch aufwendig“ und dennoch „spanned“ bezeichnet wurde, bezeichnen andere Kritiker das Buch an seinem ambitionierten Aufbau als gescheitert, die Idee des Buches würde „im weiteren Verlauf durch die akribisch genauen und oft für die eigentliche Handlung irrelevanten Ausführungen des Briefe schreibenden Protagonisten platt geredet“. Der englische Originaltitel A Scientific Romance leitet sich von einer zeitgenössischen Bezeichnung für die Gattung der frühen Science-Fiction-Werken des 19. Jahrhunderts ab: Scientific Romance.

## Handlung
Das Buch ist in vier unterschiedliche Abschnitte geteilt. Der erste „The Wells Device“ bzw. „Ein Brief aus der Vergangenheit“ führt den Charakter des David Lambert und seine Beziehung zu den beiden Adressaten Bird, einem Jazzmusiker, und Anita ein, zudem erklärt er wie Lambert in den Besitz der Zeitmaschine gelangt. Der Abschnitt ist ein Brief an Bird. Lambert ist ein vereinsamter, auf das London der Industrialisierung, insbesondere der zweiten Hälfte des 19. Jahrhunderts spezialisierter Archäologe und Spezialist für das Werk H. G. Wells. Als solcher wird ihm ein Brief zur Begutachtung vorgelegt, in dem Wells für den Jahrtausendwechsel die Rückkehr seiner realen Zeitmaschine voraussagt, die Lambert an sich bringt. Mit Bird und Anita war er während des Studiums eng befreundet, beide Männer hatten nacheinander eine Beziehung mit Anita, sich aber in den 90er Jahren aus den Augen verloren und Anita kurz vor dem Fund der Zeitmaschine verstorben. Während Lampert die Maschine erforscht, erfährt er, dass sie fast sicher an der Creutzfeldt-Jakob-Krankheit verstorben ist und findet bei sich selbst ähnliche Symptome. Der letzte Entschluss, die Zeitmaschine selbst auszuprobieren, folgt aus seinem Wunsch, in der Zukunft eine Heilung für die Krankheit zu erlangen.
Die drei übrigen Teile „Past London“ bzw. „Nach London“, „The Scottish Play“ bzw. „Das schottische Stück“ und „Tithonus“ sind tagebuchartige Briefe an die tote Anita und handeln von Lamperts Reise durch das entvölkerte Großbritannien 500 Jahre in der Zukunft. Von London – mittlerweile ein tropischer Sumpf – folgt er auf Wegen seiner und der gemeinsamen Vergangenheit mit Anita durch Großbritannien und entdeckt eine überlebende Kultur in Schottland. Dabei erkennt er durch archäologische Funde der zukünftigen Vergangenheit bruchstückhaft, wie die Zivilisation unterging. Neben einer verheerenden Creutzfeldt-Jakob-Epidemie kamen weitere Krankheiten, die zusammen mit dem immer stärkeren Klimawandel die britische Gesellschaft über einen Polizeistaat und Euthanasie-Todesstationen für Kranke zusammenbrechen ließen.
Nach London ist dabei eine Odyssee à la Robinson mit einem zahmen schwarzen Puma. Da die Stadt vor dem Untergang nach Norden evakuiert worden war, bricht Lampert in der Hoffnung, Überlebende zu finden, nach Norden auf. Ganz England besteht aus Sümpfen, Urwäldern und von Streifen transgenen Superrasen auf den Trassen der alten Autobahnen. Das schottische Stück beginnt, als er in den Ruinen Edinburghs ein relativ neues Graffito eines MacBeath findet, das ihn zu Überlebenden um das Loch Ness weist. Titel des Abschnittes und auch der Name der Clans der meisten Überlebenden MacBeth spielen auf Shakespeares Drama an. Der letzte Abschnitt beschreibt Lamperts Flucht aus Schottland auf einem Boot zurück zu seiner Zeitmaschine in London, benannt ist es nach der griechischen Sagengestalt Tithonos, die von den Göttern das ewige Leben erbat, aber die ewige Jugend vergaß. Im Endabschnitt sind kleine Hinweise enthalten, dass die gesamte Geschichte lediglich der Fiebertraum Lamperts in einer Klinik sein könnte, dies bleibt jedoch offen.

## Ausgaben
Originalausgabe:
- Ronald Wright: A Scientific Romance. Anchor Books 1997, ISBN 1-86230-011-9 (352 Seiten)

Deutsche Übersetzung:
- Ronald Wright: Die Schönheit jener fernen Stadt. aus dem Englischen übersetzt von Lutz-Werner Wolff, Dtv 1997, ISBN 3-423-20841-4